# Pierścieniak okazały

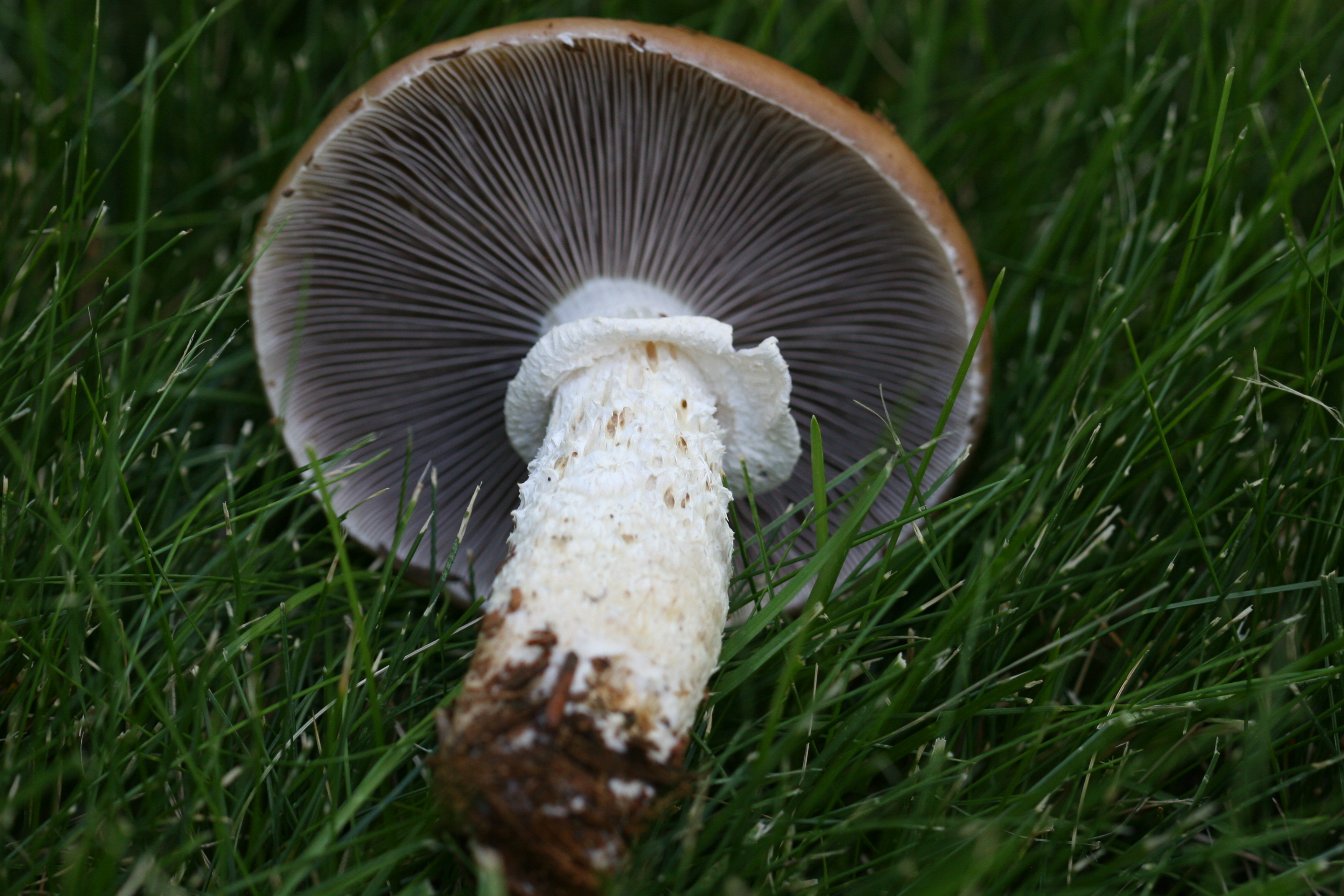

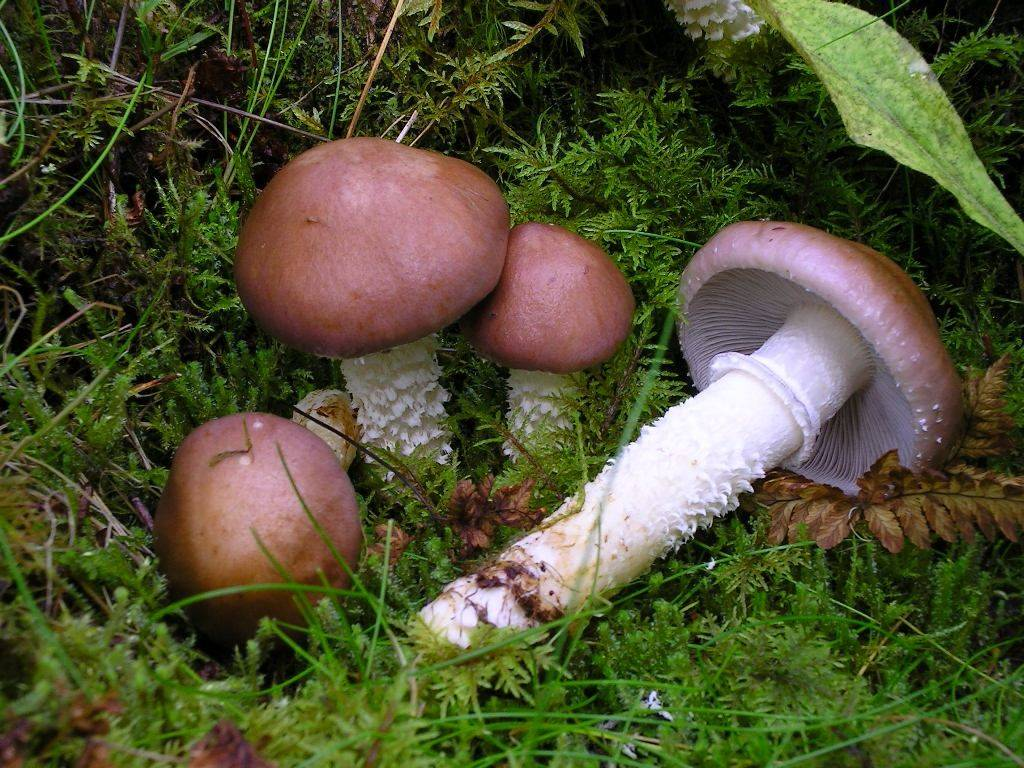

Pierścieniak okazały (Stropharia hornemannii (Fr.) S. Lundell & Nannf.) – gatunek grzybów z rodziny pierścieniakowatych (Strophariaceae).

## Systematyka i nazewnictwo
Pozycja w klasyfikacji według Index Fungorum: Stropharia, Strophariaceae, Agaricales, Agaricomycetidae, Agaricomycetes, Agaricomycotina, Basidiomycota, Fungi.
Po raz pierwszy takson ten zdiagnozował w 1818 r. Elias Fries nadając mu nazwę Agaricus hornemannii. Obecną, uznaną przez Index Fungorum nazwę nadali mu w 1934 r. Seth Lundell i John Axel Nannfeldt.
Synonimy naukowe:

- Agaricus depilatus Pers. 1801
- Agaricus hornemannii Fr. 1818
- Agaricus hornemannii Fr. 1818 var. hornemannii
- Fungus depilatus (Pers.) Kuntze (1898)
- Geophila depilata (Pers.) Kühner & Romagn. 1953
- Naematoloma hornemannii (Fr.) Singer 1951
- Psilocybe hornemannii (Fr.) Noordel. 1995
- Stropharia depilata (Pers.) Sacc. 1887

W 2003 r. Władysław Wojewoda zaproponował polską nazwę łysiczka okazała, jednak jest ona niespójna z obecnym ujęciem taksonomicznym tego gatunku, który zaliczany jest do rodzaju Stropharia (pierścieniak). W 2021 r. Komisja ds. Nazewnictwa Grzybów zarekomendowała nazwę pierścieniak okazały.

## Morfologia
Kapelusz
Średnicy 5–12 cm, barwy kości słoniowej, szarożółtawej lub cielistożółtawej. Wyraźnie śluzowaty w stanie wilgotnym, na brzegu czasem ze strzępiastymi pozostałościami osłony.
Blaszki
Początkowo jasnoszaro-fioletowawe, potem ciemnopurpurowo-brązowe.
Trzon
Białawy lub bladożółtawy, z bruzdowanym, nietrwałym pierścieniem (lub bez). Poniżej pierścienia na powierzchni trzonu występują odstające drobne łuski.

## Występowanie i siedlisko
Występuje w Ameryce Północnej i Europie. W Polsce gatunek rzadki. Znajduje się na Czerwonej liście roślin i grzybów Polski. Ma status R – gatunek potencjalnie zagrożony z powodu ograniczonego zasięgu geograficznego i małych obszarów siedliskowych. Znajduje się na listach gatunków zagrożonych także w Niemczech i Anglii. 
Rozwija się na butwiejącym drewnie w lasach iglastych i liściastych, szczególnie pod jodłą pospolitą oraz w lasach sosnowych z kruszyną pospolitą i jarzębiną. Występuje częściej w górach. Pojawia się od sierpnia do października.

## Znaczenie
Grzyb prawdopodobnie trujący, jednak z powodu bliskiego pokrewieństwa z jadalnym pierścieniakiem uprawnym jego toksyczność jest podawana w wątpliwość. Nie odnotowano także zatruć tym grzybem.

## Gatunki podobne
- jadalny pierścieniak uprawny (Stropharia rugosoannulata), u którego brak łusek na trzonie[5].